# 卡勒韋 (密蘇里州)
卡勒韋（英語：Callaway）是位於美國密蘇里州卡勒韋縣的非建制地區。

## 歷史
卡勒韋的郵局於1894年設立，其後於1906年停運。

## 地理
卡勒韋所處的海拔為高於海平面240米（即787英呎），而該地所採用的時區為UTC-6，即北美中部時區（CST）。同時該地設有夏令時間，為UTC-6調快一小時，即UTC-5（CDT）。